# 존 흄

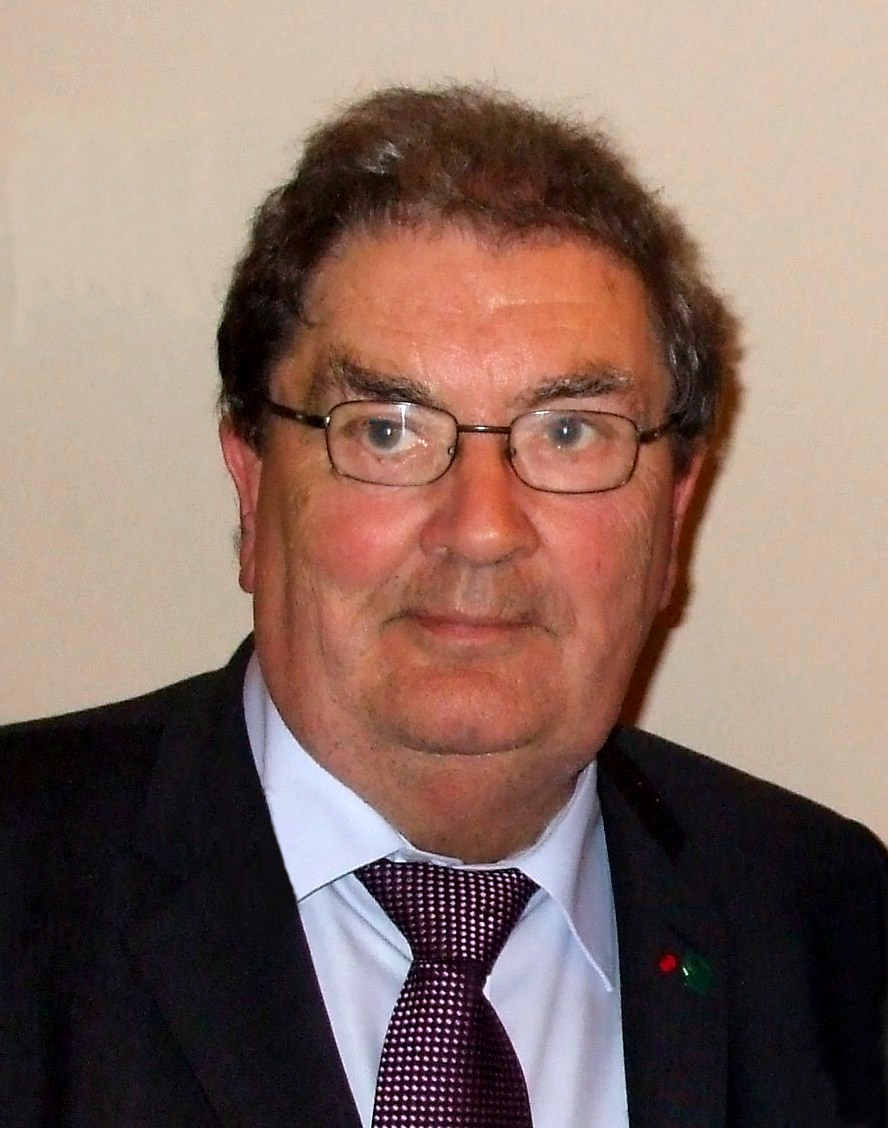
존 흄

존 흄(John Hume, 1937년 1월 18일 ~ 2020년 8월 3일)은 북아일랜드 출신 정치가로, 1979년부터 2001년까지 북아일랜드 사회민주노동당의 당수였다.
북아일랜드 분쟁 기간 동안 아일랜드에서는 3,500명 이상의 사람들이 민족적, 사회적, 종교적 갈등으로 목숨을 잃었는데, 그는 이 사태에 대해 평화 기반의 토대를 정착시키기 위해 1998년 평화동의안을 체결했고, 이에 따라 북아일랜드 갈등에 대한 평화적 해결 방안을 추구한 공로로 1998년에 데이비드 트림블과 공동으로 노벨 평화상을 받았다.
수년째 치매를 시달리다가 2020년 8월 3일 숙환으로 사망하였다.